# 雲南省 (中華民國)
雲南省，為中華民國下轄的一個省級行政區，是延續清朝所設置的22省之一，為華南6省之一，其主張範圍比現今的云南省略大。簡稱為「滇」。

## 省名由來
得名於元代的雲南行省，因古代楚國大將莊蹻曾在此建立滇國，簡稱「滇」。

## 管轄範圍
中華民國初年繼承了清朝的雲南省，在此期间和大英帝国对中国—缅甸边界走向存在争议，国民政府于1930年代开始对整个江心坡提出领土主张，其中野人山在二戰期間被中國遠征軍短暫控制數年，後国军残部因第二次國共內戰失利退居缅甸北部并控制该地数年。按照其主张范围，民國36年（1947年）全省土地面積為420,465平方公里，轄境包括現今中华人民共和国的雲南省全域，及四川省攀枝花市的一小部分，及未有實際管轄過、備受爭議的緬甸克欽邦、實皆省北部山區一帶（即江心坡）。周圍鄰省分別為西康省、四川省、貴州省、廣西省，鄰國為印度（1947年之后）、緬甸（1948年之后）、寮國和越南（1948年法属印度支那解体后）。

## 人口
清代宣統三年（1911年），雲南省共有805.3萬人。民國時期，雲南人口突破了1000萬人，民國26年（1937年）達到了近1300萬人，此後呈上升趨勢，至民國38年（1949年）上升到1595萬人。以下依據中華民國實業部《中國經濟年鑑》（1934年出版）、內政部統計司編《民國十七年各省市戶口調查統計報告》（1931年出版）、主計處統計局編《中華民國統計提要》（1940年出版）、中華民國年鑑社編《中華民國年鑑》（1952年出版，頁19-21）所提供的人口數據： 
| 調查年代       | 戶數      | 人口       | 男性      | 女性      | 每戶平均人口 | 性別比例 |
| -------------- | --------- | ---------- | --------- | --------- | ------------ | -------- |
| 1912年         | 1,904,000 | 9,468,000  | 4,976,000 | 4,492,000 | 4.97         | 110.70   |
| 1928年         | 無        | 13,821,000 | 無        | 無        | 無           | 無       |
| 1936年至1937年 | 2,390,000 | 12,042,000 | 6,226,000 | 5,816,000 | 5.04         | 107.04   |
| 1947年         | 1,715,000 | 9,066,000  | 4,552,000 | 4,513,000 | 5.27         | 100.82   |

據中華民國內政部戶政司於民國79年（1990年）臺閩地區戶口及住宅普查報告，臺閩地區籍貫為雲南省的人數為3萬5707人，佔非臺灣省籍269萬4917人口當中的1.32%。

## 歷史沿革
宣統三年九月初九（1911年10月30日），蔡鍔、唐繼堯率新軍發動重九起義，脫離清朝。民國4年（1915年）12月25日，蔡鍔、唐繼堯又在此發動反對袁世凱的護國運動。民國時期，滇軍在雲南形成割據局面，先後有唐繼堯、龍雲（1928年－1945年）等統治雲南，形成「以一隅而為天下先」的聲勢。民國8年（1919年）「五四運動」前後，馬克思共產主義開始在雲南傳播。民国14年（1925年）3月16日，大理市发生7.0级地震，5000人死亡，大理市损毁严重，76000座房屋被地震晃动或随后的火灾摧毁。民國15年（1926年）11月7日，中共雲南特別支部在昆明成立。民國17年（1928年）1月，龍雲投靠蔣中正，在雲南實行「清黨」，中共黨組織遭到嚴重破壞，李鑫、王德三、劉平楷等黨員相繼被補殺害；同年，蔣中正任命龍雲為雲南省政府主席、國民革命軍第十三路軍總指揮等，以龍雲為首的地方實力派的統治在雲南確立、鞏固。
抗日戰爭時期，雲南成為全國抗戰的大後方，是安置內遷企業和發展戰時工業的基地。民國27年（1938年），清華大學、北平大學、南開大學等著名大學在昆明聯合辦學，稱為「國立西南聯合大學」。諸多師生和各方愛國人士聚集昆明，雲南抗日救亡運動更加蓬勃開展。抗戰初期，僅1000多萬人口的雲南，先後派遣20多萬軍隊奔赴前線，出動民工10萬餘人，以付出極大代價修築了滇緬公路，成為中國與境外聯繫唯一的交通線。民國31年（1942年）有10多萬中國遠征軍從雲南進入緬甸配合英軍與日軍作戰，日軍擊敗英軍，沿滇緬公路進至惠通橋，隔怒江與國軍對峙2年。抗戰期間，以蔣中正為首的國府中央勢力一步步涉入雲南政局，並逐漸加緊對地方的控制，打破龍雲獨佔的局面，造成雙方關係的緊張。龍雲為對抗中央，乃廣結中共、民盟等反蔣力量，標舉「民主自由」；蔣中正雖對龍雲不滿，但以大敵當前，只好隱忍不發。
民國34年（1945年）8月15日日本投降，21日盧漢率第一方面軍赴越南受降，雲南空虛，蔣中正乘機欲行削藩之舉，解決雲南問題；9月30日，昆明防守司令杜聿明趁滇軍主力赴越南受降，昆明兵力空虛之際，部署第五軍（軍長邱清泉）發動兵變，並拉攏盧漢等滇軍重要將領；10月2日昆明城內滇軍缴械；3日改組雲南省政府下令免去龍雲本兼各職，調任「軍事參議院院長」（空銜），龍雲被迫接受命令並前往就任，挾持至重慶、南京，是為「驅龍事件」。
抗日勝利後，國民政府由於政策錯誤加上軍事失利，以致失去大陸地區。民國38年（1949年），國民政府退守四川、西康、雲南等西南一帶。在出走香港的龍雲積極拉攏下，同年12月9日雲南省主席盧漢率部投共，李彌離昆後，與陸軍副總司令兼參謀長湯堯商議，將部隊撒到滇南的開遠，蒙自一帶，企圖卷土重來。1950年1月，李彌奉召前去臺灣。不久，李彌所指揮的第八、第二十六軍除了撤往緬甸、寮國、泰國交界地的少部分以外，大部被殲滅於雲南境內。
同年9月，蔣中正派李彌等人到緬甸北部，以猛撒為基地，糾集殘部組成「反共抗俄救國軍滇南邊區第一縱隊」。12月，李彌擔任「雲南省人民反共救國軍總指揮」及「雲南省政府主席」兼「雲南綏靖公署主任」。1951年5至7月，在緬國軍在臺灣和美國的支援下，向雲南反攻，並攻下滄源、耿馬、瀾滄、雙江四縣，並設置西南行署治理。由於兵力懸殊，隨後即遭解放軍迎頭痛擊，7月撤出雲南境內。10月26日，原本代行省政府職能的雲南靖綏公署亦撤銷，自此僅存「雲南反共救國軍總指揮部」。
1953年1月，在緬國軍殘部改稱「雲南反共救國軍游擊總部」。孤軍為求生存，私底下與克倫族和赫蒙族合作，緬甸政府基於主權完整的理由，對李彌殘部進行軍事圍剿，以致爆發為期一月的中緬大戰，並向聯合國提出控訴孤軍侵占緬甸國土。由美國、中華民國、泰國及緬甸在曼谷召開的四國會議會商，國民政府必須撤回孤軍。同年底至1954年，李彌殘部陸續撤往台灣。

## 行政區劃

### 省、縣之間的行政區

#### 道制
清代時設置有迤東、迤西、迤南、臨開廣等4道。辛亥革命以後廢除迤東道，而迤西、迤南、臨開廣3道仍然保留。民國2年（1913年）2月25日，迤西、迤南、臨開廣更名為滇西、滇南、臨開廣，並在舊迤東道地區復置滇中道。
民國4年（1915年）6月24日，北京政府發布《劃一令》，在滇水道、蒙自道、普洱道、騰越道各地設置觀察使。民國16年（1927年）南京國民政府進駐後，道制才正式廢止。
滇中道
民國2年（1913年）4月置，轄昆明、富民、宜良、呈貢、羅次、祿豐、易門、嵩明、晉寧、安寧、昆陽、武定、元謀、祿勸、曲靖、平彝、宣威、霑益、馬龍、陸良、羅平、尋甸、巧家、東川、昭通、永善、綏江、魯甸、馬關、澂江、新興、路南、江川、鎮雄、彝良、楚雄、廣通、摩芻、牟定、鹽興、大姚、鎮南、姚安、鹽豐44縣。民國3年（1914年）道尹為繁要缺，一等。駐昆明縣（今昆明市區）。同年大姚、鎮南、姚安、鹽豐4縣改屬騰越道。民國16年（1927年）廢。
蒙自道
民國3年（1914年）6月臨開廣道改名蒙自道。道尹為邊缺，二等。駐蒙自縣（今蒙自市文瀾街道）。轄建水、蒙自、通海、河西、峋峨、石屏、阿迷、黎縣、箇舊、文山、馬關、廣南、富州、廣西、彌勒、師宗、邱北17縣。民國16年（1927年）廢。
普洱道
民國2年（1913年）4月置滇南道，觀察使駐普洱縣（今普洱哈尼族彝族自治縣駐地寧洱鎮）。轄普洱、思茅、他郎、威遠、元江、新平、鎮邊、鎮沅、景東9縣。民國3年（1914年）5月改名。道尹為簡缺，三等。駐思茅縣（今思茅市駐地思茅鎮），增轄緬寧縣。民國15年（1926年），遷回寧洱縣。民國16年（1927年）廢。
騰越道
民國2年（1913年）4月置滇西道，觀察使駐大理縣（今大理市駐地下關鎮北大理）。轄大理、雲南、洱源、趙縣、鄧川、賓川、雲龍、彌渡、麗江、蘭坪、鶴慶、劍川、維西、中甸、永昌、永平、永康、騰衝、龍陵、蒙化、漾濞、永北、華坪、順寧、雲縣、緬寧26縣。民國3年（1914年）5月改名。道尹為邊缺，二等。駐騰衝縣（今騰衝縣駐地城關鎮），緬寧縣往屬普洱道，滇中道大姚、鎮南、姚安、鹽豐4縣來屬，轄縣增為29縣。民國16年（1927年）廢。

#### 殖邊督辦公署
民國18年（1929年），國民政府通令廢道，實行省、縣兩級制。鑑於雲南省西南邊境地區各縣界連越南、寮國、緬甸三國，涉外事務繁多，國防邊地關係密切，廢道後，雲南省特在騰衝設雲南省第一殖邊督辦公署，在普洱設雲南省第二殖邊督辦公署，處理涉外事務，同時兼辦行政要務。民國27年（1938年）撤銷兩公署：
- 第一殖邊督辦公署，民國18年（1929年）11月設置。駐騰衝縣（今雲南省騰衝縣），轄滕衝、中甸、龍陵、維西、蘭坪、鎮康、麗江、劍川、雲龍、保山、永平、順寧12縣及阿墩子（德欽）、菖蒲桶（貢山）、康樂（福貢）、知子羅（碧江）、瀘水、干崖（盈江）、蓮山、隴川、芒遮板（潞西）、猛卯（瑞麗）10行政區（設治局）。
- 第二殖邊督辦公署，民國18年（1929年）11月設置。駐寧洱縣（今雲南省普洱哈尼族彝族自治縣），轄寧洱、思茅、景東、景谷、鎮遠、六順、江城、瀾滄、緬寧、雙江、車里、佛海、南橋13縣及臨江（寧江）、滄源2行政區（設治局）。

#### 行政督察區
雲南省政府廢道後，由於省區面積遼闊，交通不便。省政府為保証政令暢通，民國21年（1932年）劃分全省為12個政察視察區，並選派要員定期分赴各地進行政務視察。民國23年（1934年）增加為16個政務視察區，明年（1935年）減少為6個。民國27年（1938年）改為15個視察區。
民國29年（1940年）5月，以原普思邊區轄境置第一行政督察區，專署駐寧洱縣，領寧洱、思茅、景東、景谷、鎮遠、六順、瀾滄、緬寧、雙江、車里、佛海、南橋12縣及寧江、滄源2設治局。
民國31年（1942年）3月，為適應戰時需要，將雲南沿邊各縣局劃分為7個行政督察區，管轄全部沿邊縣局，其餘各縣統由省直轄。如下：
| 區別       | 駐地   | 轄縣縣名 | 縣數 | 備注                                                                |
| ---------- | ------ | --- | ---- | ------------------------------------------------------------------- |
| 省政府直轄 |        | 昆明市 昆明、富民、呈貢、羅次、祿豐、易門、嵩明、晉寧、安寧、昆陽、武定、祿勸、玉溪、曲靖、平彝、宣威、霑益、馬龍、陸良、羅平、尋甸、會澤、彌勒、宜良、澂江、路南、江川、華寧、瀘西、邱北、師宗、雙柏、峨山、姚安、元謀、楚雄、廣通、牟定、鹽興、祥雲、鹽豐、鎮南、大姚、永仁、洱源、賓川、大理、永平、鳳儀、鄧川、雲龍、彌渡、漾濞53縣 | 54   |                                                                     |
| 第一區     | 昭通縣 | 昭通、永善、綏江、鹽津、大關、彝良、鎮雄、威信、魯甸、巧家10縣 | 10   | - 1942年3月設立。                                                   |
| 第二區     | 文山縣 | 文山、硯山、邱北、廣南、西疇、富寧、馬關、屏邊8縣 | 8    | - 1942年3月設立。                                                   |
| 第三區     | 建水縣 | 建水、蒙自、箇舊、石屏、元江、曲溪、新平、金平8縣 龍武設治局 | 9    | - 1942年3月設立。                                                   |
| 第四區     | 寧洱縣 | 寧洱、思茅、墨江、六順、瀾滄、車里、佛海、南嶠、江城、鎮越、景谷、鎮沅12縣 寧江、滄源2設治局 | 14   | - 1940年5月稱第一區，1942年3月改稱第四區。                          |
| 第五區     | 順寧縣 | 順寧、蒙化、昌寧、雲縣、鎮康、景東、緬寧、雙江8縣 | 8    | - 1942年3月設立。 - 1942年12月增領耿馬設治局 - 1944年專署遷駐蒙化縣 |
| 第六區     | 騰衝縣 | 騰衝、龍陵2縣 瀘水、梁河、盈江、蓮山、隴川、潞西、瑞麗7設治局 | 9    | - 1942年3月設立。 - 1943年增領保山縣。 - 1943年專署遷駐保山縣。     |
| 第七區     | 麗江縣 | 麗江、中甸、維西、鶴慶、劍川、蘭坪、華坪、永勝8縣 德欽、貢山、福貢、碧江、寧蒗5設治局 | 13   | - 1942年3月設立。                                                   |

抗戰勝利後，全省劃為十三區：
| 區別       | 駐地   | 轄縣縣名                                                                                | 縣數 | 備注 |
| ---------- | ------ | --------------------------------------------------------------------------------------- | ---- | --- |
| 省政府直轄 |        | 昆明市 昆明、富民、呈貢、羅次、祿豐、易門、嵩明、晉寧、安寧、昆陽、武定、祿勸、玉溪13縣 | 14   | |
| 第一區     | 昭通縣 | 昭通、永善、綏江、鹽津、大關、彝良、鎮雄、威信、魯甸、巧家10縣                          | 10   | |
| 第二區     | 曲靖縣 | 曲靖、平彝、宣威、霑益、馬龍、陸良、羅平、尋甸、會澤9縣                                 | 9    | - 1946年設立。 |
| 第三區     | 彌勒縣 | 彌勒、宜良、澂江、路南、江川、華寧、瀘西、北、師宗9縣                                   | 9    | - 1946年設立。 |
| 第四區     | 硯山縣 | 硯山、文山、馬關、西疇、廣南、富寧6縣                                                   | 6    | - 1942年稱第二區，1946年改稱第四區。 - 專署駐地由原文山縣遷駐硯山縣。 - 原轄北縣移屬第三區。 - 原轄屏邊縣移屬第五區。                                  |
| 第五區     | 建水縣 | 建水、蒙自、曲溪、通海、河西、石屏、開遠、舊、金平、屏邊10縣                            | 10   | - 1942年稱第三區，1946年改稱第五區。 - 原轄元江、新平2縣及龍武設治局移屬第六區。 - 新領省轄之通海、河西、開遠、屏邊4縣。                               |
| 第六區     | 新平縣 | 新平、雙柏、峨山、墨江、景東、元江、鎮沅7縣 龍武設治局                                  | 8    | - 1946年設立。 |
| 第七區     | 思茅縣 | 思茅、寧洱、鎮越、江城、佛海、車里、南嶠、六順8縣 寧江設治局                            | 9    | - 1942年稱第四區，1946年改稱第七區。 - 原轄墨江、鎮沅2縣移屬第六區。 - 原轄瀾滄、景谷2縣及滄源設治局移屬第九區。                                       |
| 第八區     | 姚安縣 | 姚安、元謀、楚雄、廣通、牟定、鹽興、祥雲、鹽豐、鎮南、大姚、永仁11縣                    | 11   | - 1946年設立。 |
| 第九區     | 緬寧縣 | 緬寧、雙江、鎮康、雲縣、景谷、瀾滄6縣 滄源、耿馬2設治局                                 | 8    | - 1942年稱第五區，1946年改稱第九區。 - 原轄蒙化、順寧、昌寧縣移屬第十一區。 - 新領原第四區之瀾滄、景谷2縣及滄源設治局。 - 專署駐地由順寧縣遷駐緬寧縣。 |
| 第十區     | 鶴慶縣 | 鶴慶、洱源、賓川、劍川、永勝、華坪6縣 寧蒗設治局                                        | 7    | - 1946年設立。 |
| 第十一區   | 順寧縣 | 大理、永平、鳳儀、鄧川、雲龍、彌渡、蒙化、漾濞、順寧、昌寧10縣                          | 10   | - 1946年設立，由原第五區蒙化、順寧、昌寧3縣及省轄7縣組成。                                                                                             |
| 第十二區   | 騰衝縣 | 騰衝、保山、龍陵3縣 梁河、盈江、蓮山、隴川、潞西、瑞麗6設治局                           | 9    | - 1942年稱第六區，1946年改稱第十二區。 - 原轄瀘水設治局移屬第十三區。                                                                                  |
| 第十三區   | 維西縣 | 維西、麗江、蘭坪、中甸4縣 瀘水、貢山、碧江、福貢、德欽5設治局                           | 9    | - 1942年稱第七區，1946年改稱第十三區。 - 專署駐地由麗江縣遷駐維西縣。 - 原轄鶴慶、劍川、華坪、永勝4縣及寧蒗設治局移屬第十區。                          |

民國38年（1949年），第十三區併入第十區，第十一區併入第八區，第十二區改稱第十一區，如下：
| 區別       | 駐地   | 轄縣縣名 | 縣數 | 備注                                                                       |
| ---------- | ------ | --- | ---- | -------------------------------------------------------------------------- |
| 省政府直轄 |        | 昆明市 昆明、富民、呈貢、羅次、祿豐、易門、嵩明、晉寧、安寧、昆陽、武定、祿勸、玉溪13縣                                          | 14   |                                                                            |
| 第一區     | 昭通縣 | 昭通、永善、綏江、鹽津、大關、彝良、鎮雄、威信、魯甸、巧家10縣                                                                   | 10   |                                                                            |
| 第二區     | 曲靖縣 | 曲靖、平彝、宣威、霑益、馬龍、陸良、羅平、尋甸、會澤9縣                                                                          | 9    |                                                                            |
| 第三區     | 彌勒縣 | 彌勒、宜良、澂江、路南、江川、華寧、瀘西、北、師宗9縣                                                                            | 9    |                                                                            |
| 第四區     | 硯山縣 | 硯山、文山、馬關、西疇、廣南、富寧6縣                                                                                            | 6    |                                                                            |
| 第五區     | 建水縣 | 建水、蒙自、曲溪、通海、河西、石屏、開遠、舊、金平、屏邊10縣                                                                     | 10   |                                                                            |
| 第六區     | 新平縣 | 新平、雙柏、峨山、墨江、景東、元江、鎮沅7縣 龍武設治局                                                                           | 8    |                                                                            |
| 第七區     | 思茅縣 | 思茅、寧洱、鎮越、江城、佛海、車里、南嶠、六順8縣 寧江設治局                                                                     | 9    |                                                                            |
| 第八區     | 姚安縣 | 姚安、元謀、楚雄、廣通、牟定、鹽興、祥雲、鹽豐、鎮南、大姚、永仁、大理、永平、鳳儀、鄧川、雲龍、彌渡、蒙化、漾濞、順寧、昌寧21縣 | 21   | - 原第十一區轄10縣併入第八區。                                             |
| 第九區     | 緬寧縣 | 緬寧、雙江、鎮康、雲縣、景谷、瀾滄6縣 滄源、耿馬2設治局                                                                          | 8    |                                                                            |
| 第十區     | 鶴慶縣 | 鶴慶、洱源、賓川、劍川、永勝、華坪、維西、麗江、蘭坪、中甸10縣 寧蒗、瀘水、貢山、碧江、福貢、德欽6設治局                         | 16   | - 原第十三區轄4縣5設治局併入第十區。                                       |
| 第十一區   | 騰衝縣 | 騰衝、保山、龍陵3縣 梁河、盈江、蓮山、隴川、潞西、瑞麗6設治局                                                                    | 9    | - 1946年稱第十二區，1949年改稱第十一區。 - 1949年8月潞西設治局改置潞西縣。 |

解放軍進入雲南後由昆明市及武定專區、昭通、曲靖、宜良、楚雄、玉溪、蒙自、文山、寧洱、大理、保山、麗江各專區取代。

### 縣級行政區
清代雲南省在宣統三年（1911年）時，分為14府、5直隸廳、4直隸州，下轄13廳、29州、41縣。民國元年（1912年）地方政權仍沿清制。民國2年（1913年）4月，廢除府、州、廳制，一律改縣。民國13年（1924年）時，雲南省共分114縣、2設治局、13行政委員區、4土司、3土把總司、1土便委、2督辦、10汛長。民國16年（1927年）以後，邊疆各土司地區逐漸實行改土歸流，以後逐步在這些地區設立設治局。民國38年（1949年）時，雲南省劃分為11行政督察區，下轄1市、113縣、15設治局。1988年7月，行政院公布《中華民國各省（市）縣（市）行政區域代碼》，為各省縣市編定代碼，該法規於2005年10月停用。雲南省各縣、市、局沿革情況如下：
| 雲南省     | 雲南省     | 雲南省   | 雲南省 | 雲南省           | 雲南省 | 雲南省                 | 雲南省 |
| 行政督察區 | 專署駐地   | 行政代碼 | 縣等級 | 縣市局           | 駐地（2023年4月） | 北洋時期               | 沿革 |
| ---------- | ---------- | -------- | ------ | ---------------- | --- | ---------------------- | --- |
| 省政府直轄 | 省政府直轄 | 13001    | 不適用 | 昆明市           | 今昆明市盤龍區 | (滇中道)               | 民國8年（1919年），雲南省長唐繼堯以廢督裁兵實行民治為由，設立雲南市政公所，後因政變而裁撤。民國11年（1922年）唐繼堯重掌滇政，恢復舊制，並改名昆明市政公所，受省政府監督。民國17年（1928年）8月1日，省政府成立昆明市政府，劃昆明縣城區及周圍27村為市區。民國24年（1935年）3月經國民政府行政院核准。 |
| 省政府直轄 | 省政府直轄 | 13002    | 一等   | 昆明縣           | 今昆明市盤龍區；民國34年（1945年）8月遷治官渡（今昆明市官渡區官渡街道） | 滇中道 (駐地)          | 清代為雲南府附郭昆明縣，民國2年（1913年）4月裁府留縣。因與昆明市重名，民國34年（1945年）1月改名昌縣，民國37年（1948年）2月恢復原名。 |
| 省政府直轄 | 省政府直轄 | 13003    | 三等   | 富民縣           | 伏龍鎮（今富民縣永定街道） | 滇中道                 | |
| 省政府直轄 | 省政府直轄 | 13005    | 三等   | 呈貢縣           | 龍街鄉（今昆明市呈貢區龍城街道） | 滇中道                 | |
| 省政府直轄 | 省政府直轄 | 13006    | 三等   | 羅次縣           | 碧城鎮（今祿豐市東北碧城鎮） | 滇中道                 | |
| 省政府直轄 | 省政府直轄 | 13007    | 三等   | 祿豐縣           | 姚陵鎮（今祿豐市駐地金山鎮） | 滇中道                 | |
| 省政府直轄 | 省政府直轄 | 13008    | 三等   | 易門縣           | 今易門縣城區 | 滇中道                 | |
| 省政府直轄 | 省政府直轄 | 13009    | 二等   | 嵩明縣           | 嵩陽鎮（今嵩明縣嵩陽街道） | 滇中道                 | 清代為嵩明州，民國2年（1913年）4月改置縣。 |
| 省政府直轄 | 省政府直轄 | 13010    | 三等   | 晉寧縣           | 建寧鎮（今昆明市晉寧區東北晉城鎮） | 滇中道                 | 清代為晉寧州，民國2年（1913年）4月改置縣。 |
| 省政府直轄 | 省政府直轄 | 13011    | 三等   | 安寧縣           | 永安鎮（今安寧市連然街道） | 滇中道                 | 清代為安寧州，民國2年（1913年）4月改置縣。 |
| 省政府直轄 | 省政府直轄 | 13012    | 三等   | 昆陽縣           | 寶山鄉（今昆明市晉寧區駐地昆陽街道） | 滇中道                 | 清代為昆陽州，民國2年（1913年）4月改置縣。 |
| 省政府直轄 | 省政府直轄 | 13013    | 一等   | 武定縣           | 今武定縣駐地獅山鎮 | 滇中道                 | 清代為武定直隸州直轄地，民國2年（1913年）4月改置縣。 |
| 省政府直轄 | 省政府直轄 | 13015    | 三等   | 祿勸縣           | 今祿勸彝族苗族自治縣駐地屏山街道 | 滇中道                 | |
| 省政府直轄 | 省政府直轄 | 13033    | 一等   | 玉溪縣           | 州城鎮（今玉溪市紅塔區） | 滇中道                 | 清代為新興州，民國2年（1913年）3月改置新興縣，民國3年（1914年）1月改名休納縣，因縣駐地為古休納縣城，故名。後以該縣名為少數民族部落之名，詞意不夠雅馴，於民國5年（1916年）11月更名玉溪縣，以縣境有玉溪河得名。 |
| 省政府直轄 | 省政府直轄 | 不適用   | 不適用 | 河口對汛督辦區   | 今河口瑤族自治縣駐地河口鎮 | (蒙自道)               | 清末設置河口交涉副督辦公署，為負責對外交涉和安邊保土的軍事、外交職權的行政機關。民國2年（1913年）改交涉副督辦公署為河口對汎督辦公署，直隸於省。民國4年（1915年）由中央規定改為特別區域，兼理司法職權。民國6年（1917年）另具有部分行政權；民國23年（1934年）劃為對汛特別行政區，除兼有軍事、外交權外，擁有對汛區的一切行政權、司法權，為省轄特別區。民國38年（1949年）6月11日總統令准以河口、麻栗坡兩個對汎督辦公署合併為滇越邊區對汎督辦公署，並將兩對汎督辦公署原轄各鄉鎮分別劃還原屬各縣暨增設南屏新縣。     |
| 省政府直轄 | 省政府直轄 | 不適用   | 不適用 | 麻栗坡對汛督辦區 | 麻栗坡街（今麻栗坡縣駐地麻栗鎮） | (蒙自道)               | 清末設置麻栗坡交涉副督辦公署，為負責對外交涉和安邊保土的軍事、外交職權的行政機關。民國2年（1913年）改交涉副督辦公署為麻栗坡對汎督辦公署，直隸於省。民國4年（1915年）由中央規定改為特別區域，兼理司法職權。民國6年（1917年）另具有部分行政權；民國23年（1934年）劃為對汛特別行政區，除兼有軍事、外交權外，擁有對汛區的一切行政權、司法權，為省轄特別區。民國38年（1949年）6月11日總統令准以河口、麻栗坡兩個對汎督辦公署合併為滇越邊區對汎督辦公署，並將兩對汎督辦公署原轄各鄉鎮分別劃還原屬各縣暨增設南屏新縣。 |
| 第一區     | 昭通縣     | 13024    | 二等   | 巧家縣           | 今巧家縣白鶴灘鎮 | 滇中道                 | 清代為巧家廳，民國2年（1913年）4月改置縣。 |
| 第一區     | 昭通縣     | 13026    | 一等   | 昭通縣           | 今昭通市昭陽區 | 滇中道                 | 清代為昭通府附郭恩安縣，民國2年（1913年）4月裁府留縣並改名，以舊府名得名。 |
| 第一區     | 昭通縣     | 13027    | 一等   | 永善縣           | 今永善縣南蓮峰鎮 | 滇中道                 | |
| 第一區     | 昭通縣     | 13028    | 三等   | 綏江縣           | 今綏江縣駐地中城鎮 | 滇中道                 | 清代為靖江縣，因與江蘇省縣名重名，民國3年（1914年）1月更名。以縣瀕金沙江得名。 |
| 第一區     | 昭通縣     | 13029    | 三等   | 魯甸縣           | 今魯甸縣駐地文屏鎮 | 滇中道                 | 清代為魯甸廳，民國2年（1913年）3月改置縣。 |
| 第一區     | 昭通縣     | 13030    | 三等   | 大關縣           | 今大關縣駐地翠華鎮 | 滇中道                 | 清代為大關廳，民國2年（1913年）3月改置縣。 |
| 第一區     | 昭通縣     | 13031    | 三等   | 鹽津縣           | 鹽井渡（今鹽津縣駐地鹽井鎮） | 滇中道                 | 民國6年（1917年）1月析大關縣黎山以北鹽井渡地區的14個鄉置縣。 |
| 第一區     | 昭通縣     | 13036    | 一等   | 鎮雄縣           | 今鎮雄縣駐地烏峰街道 | 滇中道                 | 清代為鎮雄直隸州，民國2年（1913年）4月改置縣。 |
| 第一區     | 昭通縣     | 13037    | 三等   | 威信縣           | 扎西（今威信縣駐地扎西鎮） | (滇中道)               | 民國6年（1917年），析鎮雄縣置威信行政區。民國21年（1932年）雲南省政府改威信行政區置威信設治局，民國23年（1934年）置縣。民國25年（1936年）7月國民政府核准。 |
| 第一區     | 昭通縣     | 13038    | 二等   | 彝良縣           | 角奎（今彝良縣駐地角奎鎮） | 滇中道                 | |
| 第二區     | 曲靖縣     | 13016    | 二等   | 曲靖縣           | 今曲靖市麒麟區 | 滇中道                 | 清代為曲靖府附郭南寧縣，民國2年（1913年）4月裁府留縣並改名，以舊府名得名。 |
| 第二區     | 曲靖縣     | 13017    | 二等   | 平彝縣           | 今富源縣駐地中安街道 | 滇中道                 | |
| 第二區     | 曲靖縣     | 13018    | 一等   | 宣威縣           | 今宣威市城區 | 滇中道                 | 清代為宣威州，民國2年（1913年）4月改置縣。 |
| 第二區     | 曲靖縣     | 13019    | 二等   | 益縣             | 今曲靖市沾益區駐地西平街道 | 滇中道                 | 清代為益州，民國2年（1913年）4月改置縣。 |
| 第二區     | 曲靖縣     | 13020    | 三等   | 馬龍縣           | 今曲靖市馬龍區駐地通泉街道 | 滇中道                 | 清代為馬龍州，民國2年（1913年）4月改置縣。 |
| 第二區     | 曲靖縣     | 13021    | 二等   | 陸良縣           | 今陸良縣駐地中樞街道 | 滇中道                 | 清代為陸涼州，民國2年（1913年）4月改置縣並改名。係因邑人牛星輝以「涼」義近放薄，文嫌不馴，首倡呈請政府改「涼」為「良」，經省批准改名。 |
| 第二區     | 曲靖縣     | 13022    | 二等   | 羅平縣           | 今羅平縣駐地羅雄街道 | 滇中道                 | 清代為羅平州，民國2年（1913年）4月改置縣。 |
| 第二區     | 曲靖縣     | 13023    | 二等   | 尋甸縣           | 今尋甸回族彝族自治縣駐地仁德街道 | 滇中道                 | 清代為尋甸州，民國2年（1913年）4月改置縣。 |
| 第二區     | 曲靖縣     | 13025    | 一等   | 會澤縣           | 今會澤縣駐地金鐘街道 | 滇中道                 | 清代為東川府附郭會澤縣，民國2年（1913年）4月裁府留縣並改名東川縣，以舊府名得名。民國18年（1929年）11月恢復原名。 |
| 第三區     | 彌勒縣     | 13004    | 一等   | 宜良縣           | 今宜良縣駐地匡遠街道 | 滇中道                 | |
| 第三區     | 彌勒縣     | 13032    | 二等   | 澂江縣           | 今澄江市駐地鳳麓街道 | 滇中道                 | 清代為澂江府附郭河陽縣。民國2年（1913年）4月裁府留縣並改名，以舊府名得名。 |
| 第三區     | 彌勒縣     | 13034    | 三等   | 路南縣           | 今石林彝族自治縣駐地鹿阜街道 | 滇中道                 | 清代為路南州，民國2年（1913年）4月改置縣。 |
| 第三區     | 彌勒縣     | 13035    | 三等   | 江川縣           | 今玉溪市江川區東北江城鎮 | 滇中道                 | |
| 第三區     | 彌勒縣     | 13052    | 三等   | 華寧縣           | 今華寧縣駐地寧州街道 | 蒙自道                 | 清代為寧州，民國2年（1913年）4月改置寧縣。因與甘肅省縣名重名，民國3年（1914年）1月改名黎縣。因縣境在唐代為黎州地，故名。民國20年（1931年）更名華寧縣，因縣城西北面緊靠華蓋山，山上有寧壽寺，又縣境曾置寧州，取華蓋山、寧壽寺首字為縣名。 |
| 第三區     | 彌勒縣     | 13059    | 二等   | 瀘西縣           | 今瀘西縣駐地中樞鎮 | 蒙自道                 | 清代為廣西直隸州，民國2年（1913年）4月改置廣西縣。因與廣西省名重名，民國18年（1929年）11月更名。 |
| 第三區     | 彌勒縣     | 13060    | 三等   | 彌勒縣           | 今彌勒市駐地彌陽鎮 | 蒙自道                 | |
| 第三區     | 彌勒縣     | 13061    | 三等   | 師宗縣           | 今師宗縣駐地丹鳳街道 | 蒙自道                 | |
| 第三區     | 彌勒縣     | 13062    | 三等   | 北縣             | 錦屏鎮（今丘北縣駐地錦屏鎮） | 蒙自道                 | |
| 第四區     | 硯山縣     | 13054    | 一等   | 文山縣           | 今文山市城區 | 蒙自道                 | 清代為開化府附郭文山縣，民國2年（1913年）4月裁府留縣並更名開化縣，以舊府名得名。因與浙江省縣名重名，民國3年（1914年）1月恢復原縣名。 |
| 第四區     | 硯山縣     | 13055    | 一等   | 馬關縣           | 白馬關（今馬關縣駐地馬白鎮） | 蒙自道                 | 清代為安平廳，民國2年（1913年）4月改置安平縣。因與直隸、貴州二省縣名重名，民國3年（1914年）1月更名。以舊地名「白馬關」去「白」字得名。 |
| 第四區     | 硯山縣     | 13056    | 二等   | 西疇縣           | 西灑街（今西疇縣駐地西灑鎮） | (蒙自道)               | 民國3年（1914年）以馬關縣西灑地區設普蘭行政區，民國9年（1920年）與馬關縣疇陽地區合併置西疇縣。縣以兩地地名首字得名。民國18年（1929年）11月國民政府行政院核准設置。 |
| 第四區     | 硯山縣     | 13057    | 一等   | 廣南縣           | 啟明鎮（今廣南縣駐地蓮城鎮） | 蒙自道                 | 清代為廣南府附郭寶寧縣，民國2年（1913年）4月裁府留縣並改名廣南縣，因舊府名得名。 |
| 第四區     | 硯山縣     | 13058    | 二等   | 富寧縣           | 文華鎮（今富寧縣駐地新華鎮） | 蒙自道                 | 清代為富寧州，民國2年（1913年）4月改置富州縣。民國26年（1937年）1月更名，以古名富州、安寧州各取一字組成，寓富饒寧靜之意。 |
| 第四區     | 硯山縣     | 13100    | 三等   | 硯山縣           | 江那（今硯山縣駐地江那鎮 | (蒙自道)               | 民國22年（1933年）6月以文山縣、廣南縣的江那縣佐、小維摩縣佐地合置硯山設治局。因境西北郊有山形如硯而得名。民國24年（1935年）7月1日改置縣。11月國民政府行政院核准設置。 |
| 第五區     | 建水縣     | 13044    | 二等   | 蒙自縣           | 今蒙自市駐地文瀾街道 | 蒙自道 (駐地)          | |
| 第五區     | 建水縣     | 13045    | 一等   | 建水縣           | 建安鎮（今建水縣駐地臨安鎮） | 蒙自道                 | 清代為臨安府附郭建水縣，民國2年（1913年）4月裁府留縣並改名臨安縣，以舊府名得名。因與浙江省縣名重名，民國3年（1914年）1月恢復原名建水縣。 |
| 第五區     | 建水縣     | 13046    | 三等   | 曲溪縣           | 曲江歐旗營（新街，今建水縣曲江鎮） | (蒙自道)               | 民國2年（1913年）析建水縣北區設曲江行政區，屬縣級行政機關，隸蒙自道。民國7年（1918年）裁撤曲江行政區為建水縣曲江縣佐，民國11年（1922年）以建水縣曲江縣佐地置縣，民國18年（1929年）11月國民政府行政院核准設置。 |
| 第五區     | 建水縣     | 13047    | 二等   | 通海縣           | 今通海縣駐地秀山街道 | 蒙自道                 | |
| 第五區     | 建水縣     | 13048    | 三等   | 河西縣           | 今通海縣西北河西鎮 | 蒙自道                 | |
| 第五區     | 建水縣     | 13050    | 一等   | 石屏縣           | 今石屏縣駐地異龍鎮 | 蒙自道                 | 清代為石屏州，民國2年（1913年）4月改置縣。 |
| 第五區     | 建水縣     | 13051    | 一等   | 開遠縣           | 今開遠市城區 | 蒙自道                 | 清代為阿迷州，民國2年（1913年）4月改置阿迷縣。民國20年（1931年）12月改名，因明代開遠縣名得名，意為「四面伸開，連接廣遠」。 |
| 第五區     | 建水縣     | 13053    | 一等   | 舊縣             | 今箇舊市駐地城區街道 | 蒙自道                 | 清代為舊廳，民國2年（1913年）4月改置縣。 |
| 第五區     | 建水縣     | 13104    | 三等   | 金平縣           | 金河（今金平苗族瑤族傣族自治縣駐地金河鎮） | (蒙自道)               | 清代為建水勐拉刀土司、者米王土司、茨通壩李土司及勐丁張土司地。民國6年（1917年）改土歸流，設金河行政區，轄刀、王、李三土司地；設勐丁行政區，轄勐丁張土司地，屬蒙自道。民國21年（1932年）改設金河設治局及平河設治局。民國23年（1934年）9月1日合併兩個設治局置金平縣，各取首字為名。民國25年（1936年）7月國民政府行政院核准設置。 |
| 第五區     | 建水縣     | 13105    | 三等   | 屏邊縣           | 玉屏街（今屏邊苗族自治縣駐地玉屏鎮） | (蒙自道)               | 民國2年（1913年）5月，析文山縣外南區、外西區的一部分設立靖邊行政區，駐大窩子。民國22年（1933年）12月以雲南省行政區的設立與現行制度不符，改行政區為縣以符法令而固邊防。縣名寓意屏障邊疆。 |
| 第五區     | 建水縣     | 未定     | 未定   | 同春縣           | 未定 | (蒙自道)               | 民國38年（1949年）5月21日總統令准以建水縣之六合、瑞雲、敦厚、太和、猛弄、永樂等6鄉鎮，蒙自縣之犒吾、克甲、納更等3鄉鎮，箇舊縣之和鄰鄉置縣。因境內有同春山，故名。 |
| 第五區     | 建水縣     | 未定     | 未定   | 靖南縣           | 未定 | (蒙自道)               | 民國38年（1949年）5月21日總統令准以建水縣之永平、永樂2鄉所，石屏縣之瓦璋、洛左、思陀3鄉，元江縣之大興鎮、騎馬鄉置縣。縣名取安靖南防之意。 |
| 第五區     | 建水縣     | 未定     | 未定   | 南屏縣           | 未定 | (蒙自道)               | 民國38年（1949年）6月11日總統令准以雲南省河口、麻栗坡兩個對汎督辦公署轄各鄉鎮置縣。 |
| 第六區     | 新平縣     | 13041    | 三等   | 雙柏縣           | 龍山镇（今楚雄市南子午鎮） | 滇中道                 | 清代為南安州，民國2年（1913年）4月改置南安縣。因與福建省縣名重名，民國3年（1914年）1月稱摩芻縣，以元摩芻千戶所名得名。因「摩芻」二字「本為夷寨之名，無意義，欠雅馴」，民國14年（1925年）雲南省政府批准改名雙柏縣，以漢晉古縣名得名。民國18年（1929年）11月國民政府令准更名。 |
| 第六區     | 新平縣     | 13049    | 三等   | 峨山縣           | 今峨山彝族自治縣駐地雙江街道 | 蒙自道                 | 清代為嶍峨縣。因「嶍」字當時無電碼，拍電報時有困難，民國18年（1929年）11月改名。 |
| 第六區     | 新平縣     | 13065    | 二等   | 墨江縣           | 聯珠鎮（今墨江哈尼族自治縣駐地聯珠鎮） | 普洱道                 | 清代為他郎廳，民國2年（1913年）4月改置他郎縣。因「他郎」是村寨名稱，詞欠雅馴，民國5年（1916年）11月更名墨江縣，因縣境有阿墨江，故名。 |
| 第六區     | 新平縣     | 13106    | 一等   | 景東縣           | 今景東彝族自治縣駐地錦屏鎮 | 普洱道                 | 清代為景東直隸廳，民國2年（1913年）4月改置縣。 |
| 第六區     | 新平縣     | 13108    | 二等   | 元江縣           | 今元江哈尼族彝族傣族自治縣城區 | 普洱道                 | 清代為元江直隸州，民國2年（1913年）4月改置縣。 |
| 第六區     | 新平縣     | 13109    | 三等   | 新平縣           | 今新平彝族傣族自治縣駐地桂山街道 | 普洱道                 | |
| 第六區     | 新平縣     | 13111    | 三等   | 鎮沅縣           | 按板井（南丘井，今鎮沅彝族哈尼族拉祜族自治縣西南按板鎮） | 普洱道                 | 清代為鎮沅直隸廳，民國2年（1913年）4月改置縣。 |
| 第六區     | 新平縣     | 13118    | 不適用 | 龍武設治局       | 猛鮓伍（今石屏縣西北龍武鎮） | (蒙自道)               | 民國21年（1932年）雲南省政府以石屏縣龍朋縣佐地及新平、峨山、河西、通海4縣部分屬地置龍武設治局，民國21年（1932年）7月正式成立；民國24年（1935年）6月國民政府令准。民國38年（1949年）5月總統令改制為龍武縣，7月15日雲南省政府奉行政院核准電令，核准改制為縣。因局勢混亂，實際上未改制為縣。 |
| 第七區     | 思茅縣     | 13063    | 三等   | 思茅縣           | 今普洱市思茅區駐地思茅鎮 | 普洱道 (駐地)          | 清代為思茅廳，民國2年（1913年）4月改置縣。 |
| 第七區     | 思茅縣     | 13064    | 二等   | 寧洱縣           | 今寧洱哈尼族彝族自治縣駐地寧洱鎮 | 普洱道                 | 清代為普洱府附郭寧洱縣，民國2年（1913年）4月裁府留縣並改名普洱縣。因與本省道名重名，民國3年（1914年）6月恢復原名。 |
| 第七區     | 思茅縣     | 13094    | 三等   | 佛海縣           | 猛海（象山鎮，今勐海縣駐地勐海鎮） | (普洱道)               | 民國2年（1913年）置第三區行政分局，屬普思沿邊行政總局。民國16年（1927年）改置佛海縣，以縣駐地得名。民國18年（1929年）12月11日行政院核准。 |
| 第七區     | 思茅縣     | 13098    | 二等   | 車里縣           | 景德（今景洪市駐地允景洪街道） | (普洱道)               | 民國2年（1913年）置第一區行政分局，屬普思沿邊行政總局。民國16年（1927年）改置車里縣，以縣駐地舊名得名。民國18年（1929年）12月11日行政院核准。 |
| 第七區     | 思茅縣     | 13099    | 三等   | 南嶠縣           | 猛遮（今勐海縣西勐遮鎮） | (普洱道)               | 民國2年（1913年）置第二區行政分局，屬普思沿邊行政總局。民國16年（1927年）改置五福縣。民國18年（1929年）12月11日行政院核准。民國23年（1934年）2月更名。 |
| 第七區     | 思茅縣     | 13101    | 三等   | 鎮越縣           | 勐捧（今勐臘縣西南勐捧鎮）；民國19年（1930年）遷治易武（今勐臘縣北易武鎮） | (普洱道)               | 民國2年（1913年）置第五區行政分局，屬普思沿邊行政總局。民國16年（1927年）改置鎮越縣。民國18年（1929年）12月11日行政院核准。 |
| 第七區     | 思茅縣     | 13102    | 三等   | 六順縣           | 官房（今普洱市思茅區西南六順鎮） | (普洱道)               | 民國2年（1913年）置第八區行政分局，屬普思沿邊行政總局。民國16年（1927年）改置蘆山縣。民國18年（1929年）12月11日行政院核准，並更名。。 |
| 第七區     | 思茅縣     | 13103    | 三等   | 江城縣           | 猛烈（今江城哈尼族彝族自治縣駐地勐烈鎮） | (普洱道)               | 民國2年（1913年）4月設勐烈行政區，勐烈彈壓委員改為勐烈行政委員。民國18年（1929年）9月13日，雲南省政府第110次省務會議批准以（墨江縣屬）猛烈行政區及元江、寧河2縣部分區域設置江城縣。因縣城四周皆江，為天然城池，故名。12月11日行政院核准。 |
| 第七區     | 思茅縣     | 13128    | 不適用 | 寧江設治局       | 今勐海縣北勐往鄉 | (普洱道)               | 民國初為置普思沿邊行政總局第四區轄境行政分局，民國16年（1927年）設置臨江行政區。因行政區制度早已廢除，為開發邊疆起見，民國21年（1932年）雲南省政府設置寧江設治局，民國24年（1935年）6月國民政府令准。 |
| 第七區     | 思茅縣     | 不適用   | 不適用 | 普文縣           | 今景洪市東北普文鎮 | (普洱道)               | 民國18年（1929年）12月11日行政院核准以普思沿邊行政總局第七區置縣。民國21年（1932年）9月撤銷，併入思茅縣。 |
| 第七區     | 思茅縣     | 不適用   | 不適用 | 象明縣           | 倚邦（今勐臘縣西北象明彝族鄉倚邦村） | (普洱道)               | 民國2年（1913年）置第六區行政分局，屬普思沿邊行政總局。民國16年（1927年）改置象明縣。民國18年（1929年）裁撤，併入鎮越縣。 |
| 第八區     | 姚安縣     | 13014    | 三等   | 元謀縣           | 元馬鎮（今元謀縣駐地元馬鎮） | 滇中道                 | |
| 第八區     | 姚安縣     | 13039    | 一等   | 楚雄縣           | 今楚雄市駐地鹿城鎮 | 滇中道                 | 清代為楚雄府附郭楚雄縣。民國2年（1913年）4月裁府留縣。 |
| 第八區     | 姚安縣     | 13040    | 三等   | 廣通縣           | 敦仁鎮（今祿豐市西廣通鎮） | 滇中道                 | |
| 第八區     | 姚安縣     | 13042    | 三等   | 牟定縣           | 今牟定縣駐地共和鎮 | 滇中道                 | 清代為定遠縣，因與安徽、四川、陝西3省縣名重名，民國3年（1914年）1月更名。以三國、元初分別置牟州於縣境，故名。 |
| 第八區     | 姚安縣     | 13043    | 三等   | 鹽興縣           | 黑鹽井（今祿豐市西北黑井鎮） | 滇中道                 | 民國2年（1913年）4月析定遠縣及廣通縣之黑鹽井等地置縣。一作民國元年（1913年）置 |
| 第八區     | 姚安縣     | 13069    | 三等   | 永平縣           | 曲硐（今永平縣駐地博南鎮南曲硐村） | 騰越道                 | |
| 第八區     | 姚安縣     | 13072    | 二等   | 大理縣           | 中和鎮（今大理市北大理鎮） | 騰越道                 | 清代為大理府附郭太和縣，民國2年（1913年）4月裁府留縣並改名大理縣，因舊府名得名。 |
| 第八區     | 姚安縣     | 13073    | 二等   | 祥雲縣           | 今祥雲縣駐地祥城鎮 | 騰越道                 | 清代為雲南縣。因與省名重名，民國18年（1929年）11月23日更名。以「彩雲南現，人以為祥」，故名。 |
| 第八區     | 姚安縣     | 13075    | 三等   | 鳳儀縣           | 今大理市東鳳儀鎮 | 騰越道                 | 清代為趙州，民國2年（1913年）4月改置趙縣。因與直隸省縣名重名，民國3年（1914年）1月更名。因地處鳳儀山（三耳山）東麓，故名。 |
| 第八區     | 姚安縣     | 13076    | 三等   | 鄧川縣           | 今洱源縣東南鄧川鎮 | 騰越道                 | 清代為鄧川州，民國2年（1913年）4月改置縣。 |
| 第八區     | 姚安縣     | 13078    | 三等   | 雲龍縣           | 城廂（雒里鄉，今雲龍縣南寶豐鄉）；民國18年（1929年）遷治石門（上里鎮，今雲龍縣駐地諾鄧鎮） | 騰越道                 | 清代為雲龍州，民國2年（1913年）4月改置縣。 |
| 第八區     | 姚安縣     | 13079    | 一等   | 彌渡縣           | 今彌渡縣駐地彌城鎮 | 騰越道                 | 清代為大理府督捕通判駐彌渡，民國2年（1913年）4月以鳳儀縣，雲南縣，賓川縣，蒙化縣四縣插花地合併改置縣。 |
| 第八區     | 姚安縣     | 13086    | 一等   | 蒙化縣           | 今巍山彝族回族自治縣駐地南詔鎮 | 騰越道                 | 清代為蒙化直隸廳，民國2年（1913年）4月改置縣。 |
| 第八區     | 姚安縣     | 13087    | 三等   | 漾濞縣           | 下街（今漾濞彝族自治縣駐地蒼山西鎮東下街村）；民國5年（1916年）遷治上街（化平鎮，今漾濞彝族自治縣駐地蒼山西鎮） | 騰越道                 | 民國元年（1912年）6月析蒙化廳漾濞司和雲龍州、永平縣、浪穹縣插花地置。因漾濞江得名。 |
| 第八區     | 姚安縣     | 13090    | 二等   | 姚安縣           | 今姚安縣駐地棟川鎮 | 分別屬 滇中道、 騰越道 | 清代為姚州，民國2年（1913年）4月改置縣並改名。 |
| 第八區     | 姚安縣     | 13091    | 三等   | 鹽豐縣           | 白鹽井（今大姚縣西北石羊鎮） | 分別屬 滇中道、 騰越道 | 民國元年（1912年）析姚州白鹽井地方置縣。 |
| 第八區     | 姚安縣     | 13092    | 三等   | 鎮南縣           | 今南華縣駐地龍川鎮 | 分別屬 滇中道、 騰越道 | 清代為鎮南州，民國2年（1913年）4月改置縣。 |
| 第八區     | 姚安縣     | 13093    | 三等   | 大姚縣           | 今大姚縣駐地金碧鎮 | 分別屬 滇中道、 騰越道 | |
| 第八區     | 姚安縣     | 13095    | 一等   | 順寧縣           | 今鳳慶縣駐地鳳山鎮 | 騰越道                 | 清代為順寧府附郭順寧縣，民國2年（1913年）4月裁府留縣。 |
| 第八區     | 姚安縣     | 13096    | 三等   | 昌寧縣           | 右甸（今昌寧縣駐地田園鎮） | (騰越道)               | 民國22年（1933年）10月，雲南省政府批准，由保山（舊為永昌府）、順寧（舊為順寧府）2縣相鄰的部分區鄉析置設縣，取清代「永昌」、「順寧」兩府名稱之第二字，謂之「昌寧」，寓昌盛安寧之意。民國24年（1935年）5月國民政府令准。 |
| 第八區     | 姚安縣     | 13112    | 三等   | 永仁縣           | 永定鄉仁和街（今四川省攀枝花市東南仁和區大河中路街道）；民國29年（1940年）遷治永定鎮（今永仁縣駐地永定鎮） | (騰越道)               | 民國2年（1913年）以清代大姚縣苴卻巡檢司轄域置苴卻行政區，設苴卻行政委員。民國13年（1924年），苴卻行政區改置永仁縣，取永境內永定、仁和兩大集鎮首字為名，另有「永遠施行仁義」之意。民國18年（1929年）11月國民政府行政院核准。 |
| 第九區     | 緬寧縣     | 13066    | 三等   | 雙江縣           | 冬春駐猛猛（猛猛鎮，今雙江拉祜族佤族布朗族傣族自治縣駐地勐勐鎮，夏秋駐那賽營盤（那賽鎮，今雙江拉祜族佤族布朗族傣族自治縣西沙河鄉營盤村） | (普洱道)               | 民國16年（1927年）以瀾滄、緬寧二縣的上改心、四排山縣佐地和勐勐土司地合置雙江縣。民國17年（1928年）2月成立縣政府。因瀾滄江、小黑江流經縣境，故名。民國18年（1929年）9月13日雲南省政府第110次會議批准；11月國民政府行政院令准。 |
| 第九區     | 緬寧縣     | 13070    | 二等   | 鎮康縣           | 德黨（今永德縣駐地德黨鎮） | 騰越道                 | 清代為永康州，民國2年（1913年）4月改置永康縣。因與浙江、廣西二省縣名重名，民國3年（1914年）1月更名鎮康縣。因縣境在元代屬鎮康路，故名。 |
| 第九區     | 緬寧縣     | 13097    | 一等   | 雲縣             | 今雲縣駐地愛華鎮 | 騰越道                 | 清代為雲州，民國2年（1913年）4月改置縣。 |
| 第九區     | 緬寧縣     | 13107    | 三等   | 景谷縣           | 今景谷傣族彝族自治縣駐地威遠鎮老街 | 普洱道                 | 清代為威遠廳，民國2年（1913年）4月改置威遠縣。因與四川省縣名重名，民國3年（1914年）1月更名景谷縣。因縣駐地西臨景谷江，故名。 |
| 第九區     | 緬寧縣     | 13110    | 一等   | 瀾滄縣           | 謙糯（今瀾滄拉祜族自治縣東北謙六彝族鄉）；民國15年（1926年）決定在勐朗壩建立縣治，先行遷駐迤宋（佛房，今瀾滄拉祜族自治縣駐地勐朗鎮東佛房社區）；民國25年（1936年）遷至勐朗壩（今瀾滄拉祜族自治縣駐地勐朗鎮）；民國29年（1940年）又遷回佛房。 | 普洱道                 | 清代為鎮邊直隸廳，民國2年（1913年）4月改置鎮邊縣。因與廣西省縣名重名，民國3年（1914年）1月更名瀾滄縣，因瀾滄江得名。 |
| 第九區     | 緬寧縣     | 13113    | 三等   | 緬寧縣           | 鳳翔鎮（今臨滄市臨翔區駐地鳳翔街道） | 分別屬 滇西道、 普洱道 | 清代為緬寧廳，民國2年（1913年）4月改置縣。 |
| 第九區     | 緬寧縣     | 13121    | 不適用 | 滄源設治局       | 猛董（猛董鎮，今滄源佤族自治縣駐地勐董鎮） | (普洱道)               | 民國23年（1934年）1月，英國入侵爐房，是為「班洪事件」；4月，為保衛邊境，瀾滄縣勐角董、大蠻海、岩帥土司改流，要求建設縣駐地，年底決定擬設置設治局。民國26年（1937）9月設立滄源設治局。因其來源於瀾滄縣，故名。 |
| 第九區     | 緬寧縣     | 13129    | 不適用 | 耿馬設治局       | 耿馬（今耿馬傣族佤族自治縣駐地耿馬鎮） | (騰越道)               | 清代為耿馬宣撫司及孟定土府，屬順寧縣。民國28年（1939年）10月以順寧縣耿馬宣撫司及孟定土府地區置設治局。民國29年（1940年）設治局成立。因局所駐地得名。民國31年（1942年）11月國民政府令准。 |
| 第十區     | 鶴慶縣     | 13074    | 三等   | 洱源縣           | 今洱源縣駐地茈碧湖鎮 | 騰越道                 | 清代為浪穹州，民國2年（1913年）4月改置洱源縣。因洱源發源於縣境，故名。 |
| 第十區     | 鶴慶縣     | 13077    | 二等   | 賓川縣           | 州城（今賓川縣南州城鎮） | 騰越道                 | 清代為賓川州，民國2年（1913年）4月改置縣。 |
| 第十區     | 鶴慶縣     | 13080    | 一等   | 麗江縣           | 今麗江市古城區駐地大研街道 | 騰越道                 | 清代為麗江府附郭麗江縣，民國2年（1913年）4月裁府留縣。 |
| 第十區     | 鶴慶縣     | 13081    | 三等   | 蘭坪縣           | 白地坪（金頂鎮，今蘭坪白族普米族自治縣駐地金頂鎮） | 騰越道                 | 民國元年（1912年）12月析麗江縣蘭坪地方置縣。以縣境上蘭和白地坪二地尾字組成而得名 |
| 第十區     | 鶴慶縣     | 13082    | 三等   | 鶴慶縣           | 雲鶴鎮（今鶴慶縣駐地雲鶴鎮） | 騰越道                 | 清代為鶴慶州，民國2年（1913年）4月改置縣。 |
| 第十區     | 鶴慶縣     | 13083    | 三等   | 劍川縣           | 今劍川縣駐地金華鎮 | 騰越道                 | 清代為劍川州，民國2年（1913年）4月改置縣。 |
| 第十區     | 鶴慶縣     | 13084    | 二等   | 維西縣           | 今維西傈僳族自治縣駐地保和鎮 | 騰越道                 | 清代為維西廳，民國2年（1913年）4月改置縣。 |
| 第十區     | 鶴慶縣     | 13085    | 二等   | 中甸縣           | 今香格里拉市駐地建塘鎮 | 騰越道                 | 清代為中甸廳，民國2年（1913年）4月改置縣。 |
| 第十區     | 鶴慶縣     | 13088    | 一等   | 永勝縣           | 永勝縣城（今永勝縣駐地永北鎮） | 騰越道                 | 清代為永北直隸廳，民國2年（1913年）4月改置永北縣。因縣名「詞欠雅馴」，有永遠敗北之意，於民國23年（1934年）2月更名，以求祥瑞徵兆。 |
| 第十區     | 鶴慶縣     | 13089    | 三等   | 華坪縣           | 華中鎮（竹屏鎮，今華坪縣駐地中心鎮） | 騰越道                 | |
| 第十區     | 鶴慶縣     | 13114    | 不適用 | 瀘水設治局       | 魯掌上寨（魯掌街，今瀘水市北魯掌鎮） | (騰越道)               | 民國2年（1913年）為邊防需要，將五土司地設為瀘水行政委員區。民國21年（1932年）雲南省政府以瀘水行政區置設治局，民國24年（1935年）6月國民政府令准。 |
| 第十區     | 鶴慶縣     | 13117    | 不適用 | 貢山設治局       | 打拉（今貢山獨龍族怒族自治縣北丙中洛鎮） | (騰越道)               | 民國6年（1917年）由維西縣析置菖蒲桶行政區。民國21年（1932年）雲南省政府改置設治局，民國24年（1935年）6月國民政府令准。因境內高黎貢山得名。 |
| 第十區     | 鶴慶縣     | 13120    | 不適用 | 寧蒗設治局       | 大村街（今寧蒗彝族自治縣駐地大興鎮） | (騰越道)               | 民國21年（1932年）雲南省政府以永勝縣寧蒗縣佐地區置設治局，民國24年（1935年）6月國民政府令准。民國38年（1949年）5月總統令改制為縣，7月15日雲南省政府奉行政院核准電令，核准改制為縣。因局勢混亂，實際上未改制為縣。 |
| 第十區     | 鶴慶縣     | 13125    | 不適用 | 碧江設治局       | 營盤街（今蘭坪白族普米族自治縣西營盤鎮） | (騰越道)               | 民國元年（1912年）雲南都督府設立了知子羅殖邊公署，隸屬麗江縣。民國5年（1916年）改置知子羅行政區，設行政委員公署。民國21年（1932年）雲南省政府改置設治局，民國24年（1935年）6月國民政府令准。因地處碧羅雪山與怒江之間，故名。 |
| 第十區     | 鶴慶縣     | 13126    | 不適用 | 福貢設治局       | 上帕街（今福貢縣駐地上帕鎮） | (騰越道)               | 民國元年（1912年），雲南都督府設立上帕殖邊公署，隸屬麗江縣。民國5年（1916年）改置上帕行政區公署，設行政委員公署。民國21年（1932年）雲南省政府以上帕行政區置設治局，民國24年（1935年）6月國民政府令准。 |
| 第十區     | 鶴慶縣     | 13127    | 不適用 | 德欽設治局       | 阿墩子（昇平鎮，今德欽縣駐地昇平鎮） | (騰越道)               | 民國6年（1917年）由維西縣析置阿墩子行政區。民國21年（1932年）雲南省政府以阿墩子行政區設置阿墩子設治局，同年更名德欽設治局。民國24年（1935年）6月國民政府令准。以佛教寺廟德欽寺得名。民國38年（1949年）5月總統令改制為縣，7月15日雲南省政府奉行政院核准電令，核准改制為縣。因局勢混亂，實際上未改制為縣。 |
| 第十一區   | 騰衝縣     | 13067    | 一等   | 騰衝縣           | 今騰衝市駐地騰越街道 | 騰越道 (駐地)          | 清代為騰越廳，民國2年（1913年）4月改置縣並改名。 |
| 第十一區   | 騰衝縣     | 13068    | 一等   | 保山縣           | 今保山市隆陽區 | 騰越道                 | 清代為永昌府附郭保山縣，民國2年（1913年）4月裁府留縣並改名永昌縣，因舊府名得名。因與甘肅省縣名重名，民國3年（1914年）1月恢復原名。 |
| 第十一區   | 騰衝縣     | 13071    | 三等   | 龍陵縣           | 龍山鎮（今龍陵縣駐地龍山鎮 | 騰越道                 | 清代為龍陵廳，民國2年（1913年）4月改置縣。 |
| 第十一區   | 騰衝縣     | 13115    | 不適用 | 隴川設治局       | 夏秋駐杉木籠（今隴川縣東北護國鄉杉木龍村）；春冬駐張鳳街（今隴川縣駐地章鳳鎮） | (騰越道)               | 清代為隴川宣撫司，屬騰越廳。民國元年（1912年）改為隴川彈壓委員，民國5年（1916年）改置隴川行政區，設隴川行政委員。民國21年（1932年）雲南省政府改置設治局，民國24年（1935年）6月國民政府令准。境內有龍川江，故名 |
| 第十一區   | 騰衝縣     | 13116    | 不適用 | 瑞麗設治局       | 夏秋駐臘撒（今隴川縣西北戶撒阿昌族鄉臘撒村）；春春駐勐卯（今瑞麗市駐地勐卯鎮） | (騰越道)               | 清代為勐卯安撫司，屬騰越廳。民國元年（1912年）改為勐卯彈壓委員，民國5年（1916年）改置勐卯行政區，設勐卯行政委員。民國21年（1932年）雲南省政府改置設治局，民國24年（1935年）6月國民政府令准。因位於瑞麗江畔，故名。 |
| 第十一區   | 騰衝縣     | 13119    | 不適用 | 梁河設治局       | 大廠街（今梁河縣東大廠鄉） | (騰越道)               | 民國21年（1932年）雲南省政府以騰衝縣八撮縣佐地置設治局，民國24年（1935年）6月國民政府令准。因縣境有南底河（舊名小梁河），故名。 |
| 第十一區   | 騰衝縣     | 13122    | 不適用 | 蓮山設治局       | 蓮山鎮（今盈江縣北平原鎮北新蓮村） | (騰越道)               | 清代為盞達副宣撫司，屬騰越廳。民國元年（1912年）改為盞達彈壓委員。民國5年（1916年）改置盞達行政區，設盞達行政委員。民國21年（1932年）雲南省政府改置設治局，民國24年（1935年）6月國民政府令准。因局所駐地得名。 |
| 第十一區   | 騰衝縣     | 13123    | 不適用 | 盈江設治局       | 舊城（乘龍街，今盈江縣西舊城鎮） | (騰越道)               | 清代為干崖宣撫司，屬騰越廳。民國元年（1912年）改為干崖彈壓委員。民國5年（1916年）改置干崖行政區，設干崖行政委員。民國21年（1932年）雲南省政府改置設治局，民國24年（1935年）6月國民政府令准。因江流經境內，故名。 |
| 第十一區   | 騰衝縣     | 13124    | 未定   | 潞西縣           | 南練猛戛（今芒市西南勐戛鎮）；民國38年（1949）3月遷駐芒市（雙龍鎮，今芒市駐地勐煥街道） | (騰越道)               | 清代為芒市安撫司和勐板土千總，民國元年（1912年）合併為芒板彈壓委員。民國4年（1915年）改為芒遮板行政區，設芒遮板行政委員。民國21年（1932年）雲南省政府改置芒遮板設治局，民國23年（1934年）更名潞西設治局。民國24年（1935年）6月國民政府令准。因地處怒江（潞江）西測，故名。民國38年（1949年）8月總統令改制為縣。 |

李彌於民國40年（1951年）5月時一度攻下有蒼源縣、鎮康縣、猛定縣、猛漣縣、耿馬縣、緬寧縣、雙江縣、瀾滄縣、龍陵縣、南嶠縣、佛海縣、車里縣、猛龍縣、銀恩縣、屏邊縣、思茅縣、六順縣等16縣，並設置西南行署治理。然而實際上僅控有鎮康縣、雙江縣、耿馬縣、孟定縣、滄源縣、瀾滄縣、寧江縣、南嶠縣等8縣，其餘如猛龍縣、銀恩縣、猛定縣、猛漣縣等縣皆為李彌自行設立。

## 行政區劃年表
| 雲南省行政區劃年表                                                        |          |     |    |    |                                    | |
| 說明：「?」表示不能確定其發生年份或月份，故放於最有可能的一年內，詳見注釋 |          |     |    |    |                                    | |
| 西元                                                                      | 民國紀元 | 縣  | 市 | 局 | 其他                               | 行政區劃變更 |
| 1912年                                                                    | 民國1年  | 44  |    |    | 14府、5直隸廳、4直隸州、13廳、29州 | - 析蒙化廳、雲龍州及永平、浪穹2縣置漾濞縣（6月） - 析麗江縣置蘭坪縣（12月） - 析姚州置鹽豐縣（?月） |
| 1913年                                                                    | 民國2年  | 96  |    |    | 2對汛、5行政區                     | - 析思茅廳置普思沿邊行政總局（1月） - 改嵩明州為嵩明縣（4月） - 改晉寧州為晉寧縣（4月） - 改安寧州為安寧縣（4月） - 改昆陽州為昆陽縣（4月） - 改新興州為新興縣（4月） - 改宣威州為宣威縣（4月） - 改益州為益縣（4月） - 改馬龍州為馬龍縣（4月） - 改陸涼州為陸良縣（4月） - 改羅平州為羅平縣（4月） - 改尋甸州為尋甸縣（4月） - 改路南州為路南縣（4月） - 改寧州為寧縣（4月） - 改富寧州為富州縣（4月） - 改石屏州為石屏縣（4月） - 改阿迷州為阿迷縣（4月） - 改安南州為安南縣（4月） - 改趙州為趙縣（4月） - 改鄧川州為鄧川縣（4月） - 改雲龍州為雲龍縣（4月） - 改彌渡州為彌渡縣（4月） - 改姚州為姚安縣（4月） - 改鎮南州為鎮南縣（4月） - 改永康州為永康縣（4月） - 改雲州為雲縣（4月） - 改浪穹州為洱源縣（4月） - 改賓川州為賓川縣（4月） - 改鶴慶州為鶴慶縣（4月） - 改劍川州為劍川縣（4月） - 改武定直隸州為武定縣（4月） - 改鎮雄直隸州為鎮雄縣（4月） - 改廣西直隸州為廣西縣（4月） - 改元江直隸州為元江縣（4月） - 改巧家廳為巧家縣（4月） - 改魯甸廳為魯甸縣（4月） - 改大關廳為大關縣（4月） - 改安平廳為安平縣（4月） - 改舊廳為舊縣（4月） - 改他郎廳為他郎縣（4月） - 改思茅廳為思茅縣（4月） - 改威遠廳為威遠縣（4月） - 改緬寧廳為緬寧縣（4月） - 改維西廳為維西縣（4月） - 改中甸廳為中甸縣（4月） - 改騰越廳為騰衝縣（4月） - 改龍陵廳為龍陵縣（4月） - 改景東直隸廳為景東縣（4月） - 改鎮沅直隸廳為鎮沅縣（4月） - 改蒙化直隸廳為蒙化縣（4月） - 改鎮邊直隸廳為鎮邊縣（4月） - 改永北直隸廳為永北縣（4月） - 廢雲南府留昆明縣（4月） - 廢昭通府留恩安縣（4月） - 廢曲靖府留南寧縣（4月） - 廢東川府留會澤縣（4月） - 廢澂江府留河陽縣（4月） - 廢開化府留文山縣（4月） - 廢廣南府留寶寧縣（4月） - 廢臨安府留建水縣（4月） - 廢普洱府留寧洱縣（4月） - 廢楚雄府留楚雄縣（4月） - 廢大理府留太和縣（4月） - 廢順寧府留順寧縣（4月） - 廢麗江府留麗江縣（4月） - 廢永昌府留保山縣（4月） - 恩安縣改名昭通縣（4月） - 靖江縣改名綏江縣（4月） - 南寧縣改名曲靖縣（4月） - 會澤縣改名東川縣（4月） - 河陽縣改名澂江縣（4月） - 文山縣改名開化縣（4月） - 寶寧縣改名廣南縣（4月） - 建水縣改名臨安縣（4月） - 寧洱縣改名普洱縣（4月） - 太和縣改名大理縣（4月） - 保山縣改名永昌縣（4月） - 析定遠、廣通2縣置鹽興縣（4月） - 析置勐烈行政區（4月） - 析文山縣置靖邊行政區（5月） - 河口對汎督辦公署直隸於省（?月） - 麻栗坡對汎督辦公署直隸於省（?月） - 析臨安縣置曲江行政區（?月） - 析大姚縣置苴卻行政區（?月） - 析置瀘水行政區（?月） |
| 1914年                                                                    | 民國3年  | 96  |    |    | 2對汛、1行政局、6行政區            | - 新興縣改名休納縣（1月） - 寧縣改名華寧縣（1月） - 開化縣改名文山縣（1月） - 安平縣改名馬關縣（1月） - 臨安縣改名建水縣（1月） - 安南縣改名摩芻縣（1月） - 定遠縣改名牟平縣（1月） - 趙縣改名鳳儀縣（1月） - 永康縣改名鎮康縣（1月） - 威遠縣改名景谷縣（1月） - 鎮邊縣改名瀾滄縣（1月） - 永昌縣改名保山縣（4月） - 普洱縣改名寧洱縣（6月） - 析馬關縣置普蘭行政區（?月） |
| 1915年                                                                    | 民國4年  | 96  |    |    | 2對汛、1行政局、7行政區            | - 析置芒遮板行政區（?月） |
| 1916年                                                                    | 民國5年  | 96  |    |    | 2對汛、1行政局、13行政區           | - 休納縣改名玉溪縣（11月） - 他郎縣改名墨江縣（11月） - 析麗江縣置知子羅行政區（?月） - 析麗江縣置上帕行政區（?月） - 析騰衝縣置隴川行政區（?月） - 析騰衝縣置勐卯行政區（?月） - 析騰衝縣置盞達行政區（?月） - 析騰衝縣置干崖行政區（?月） |
| 1917年                                                                    | 民國6年  | 97  |    |    | 2對汛、1行政局、18行政區           | - 析大關縣置鹽津縣（1月） - 析鎮雄縣置威信行政區（?月） - 析建水縣置金河行政區（?月） - 析建水縣置勐丁行政區（?月） - 析維西縣置菖蒲桶行政區（?月） - 析維西縣置阿墎子行政區（?月） |
| 1918年                                                                    | 民國7年  | 97  |    |    | 2對汛、1行政局、17行政區           | - 省曲江行政區入建水縣（?月） |
| 1919年                                                                    | 民國8年  | 97  |    |    | 2對汛、1行政局、17行政區           | |
| 1920年                                                                    | 民國9年  | 98  |    |    | 2對汛、1行政局、16行政區           | - 改普蘭行政區為西疇縣（?月） |
| 1921年                                                                    | 民國10年 | 98  |    |    | 2對汛、1行政局、16行政區           | |
| 1922年                                                                    | 民國11年 | 99  |    |    | 2對汛、1行政局、16行政區           | - 析建水縣置曲溪縣（?月） |
| 1923年                                                                    | 民國12年 | 99  |    |    | 2對汛、1行政局、16行政區           | |
| 1924年                                                                    | 民國13年 | 100 |    |    | 2對汛、1行政局、15行政區           | - 改苴卻行政區為永仁縣（?月） |
| 1925年                                                                    | 民國14年 | 100 |    |    | 2對汛、1行政局、15行政區           | - 摩芻縣改名雙柏縣（?月） |
| 1926年                                                                    | 民國15年 | 100 |    |    | 2對汛、1行政局、15行政區           | |
| 1927年                                                                    | 民國16年 | 108 |    |    | 2對汛、16行政區                    | - 以普思沿邊行政總局第一區置車里縣（?月） - 以普思沿邊行政總局第二區置五福縣（?月） - 以普思沿邊行政總局第三區置佛海縣（?月） - 以普思沿邊行政總局第四區置臨江行政區（?月） - 以普思沿邊行政總局第五區置鎮越縣（?月） - 以普思沿邊行政總局第六區置象明縣（?月） - 以普思沿邊行政總局第七區置普文縣（?月） - 以普思沿邊行政總局第八區置蘆山縣（?月） - 析瀾滄、緬寧2縣置雙江縣（?月） |
| 1928年                                                                    | 民國17年 | 108 | 1  |    | 2對汛、16行政區                    | - 析昆明縣置昆明市（8月） |
| 1929年                                                                    | 民國18年 | 108 | 1  |    | 2對汛、15行政區                    | - 改勐烈行政區為江城縣（9月） - 東川縣改名會澤縣（11月） - 廣西縣改名瀘西縣（11月） - 嶍峨縣改名峨山縣（11月） - 蘆山縣改名六順縣（11月） - 雲南縣改名祥雲縣（11月） - 省象明縣入鎮越縣（?月） |
| 1930年                                                                    | 民國19年 | 108 | 1  |    | 2對汛、15行政區                    | |
| 1931年                                                                    | 民國20年 | 108 | 1  |    | 2對汛、15行政區                    | - 阿迷縣改名開遠縣（12月） |
| 1932年                                                                    | 民國21年 | 107 | 1  | 17 | 2對汛、1行政區                     | - 省普文縣入思茅縣（9月） - 改威信行政區為威信設治局（?月） - 改金河行政區為金河設治局（?月） - 改勐丁行政區為平河設治局（?月） - 改瀘水行政區為瀘水設治局（?月） - 改菖蒲桶行政區為貢山設治局（?月） - 改知子羅行政區為碧江設治局（?月） - 改上帕行政區為福貢設治局（?月） - 改阿墎子行政區為阿墩子設治局（?月） - 改隴川行政區為隴川設治局（?月） - 改勐卯行政區為瑞麗設治局（?月） - 改盞達行政區為蓮山設治局（?月） - 改干崖行政區為盈山設治局（?月） - 改芒遮板行政區為芒遮板設治局（?月） - 改臨江行政區為寧江設治局（?月） - 析石屏、新平、峨山、河西、通海5縣置龍武設治局（?月） - 析永勝縣置寧蒗設治局（?月） - 析騰衝縣置梁河設治局（?月） - 阿墎子設治局改名德欽設治局（?月） |
| 1933年                                                                    | 民國22年 | 109 | 1  | 18 | 2對汛                              | - 析文山、廣南2縣置硯山設治局（6月） - 析保山、順寧2縣置昌寧縣（10月） - 改靖邊行政區為屏邊縣（12月） |
| 1934年                                                                    | 民國23年 | 111 | 1  | 15 | 2對汛                              | - 五福縣改名南嶠縣（2月） - 永北縣改名永勝縣（2月） - 金河、平河2設治局合併為金平縣（9月） - 改威信設治局為威信縣（?月） - 芒遮板設治局改名潞西設治局（?月） |
| 1935年                                                                    | 民國24年 | 112 | 1  | 14 | 2對汛                              | - 改硯山設治局為硯山縣（7月） |
| 1936年                                                                    | 民國25年 | 112 | 1  | 14 | 2對汛                              | |
| 1937年                                                                    | 民國26年 | 112 | 1  | 15 | 2對汛                              | - 富州縣改名富寧縣（1月） - 析瀾滄縣置滄源設治局（9月） |
| 1938年                                                                    | 民國27年 | 112 | 1  | 15 | 2對汛                              | |
| 1939年                                                                    | 民國28年 | 112 | 1  | 16 | 2對汛                              | - 析順寧縣置耿馬設治局（10月） |
| 1940年                                                                    | 民國29年 | 112 | 1  | 16 | 2對汛                              | |
| 1941年                                                                    | 民國30年 | 112 | 1  | 16 | 2對汛                              | |
| 1942年                                                                    | 民國31年 | 112 | 1  | 16 | 2對汛                              | |
| 1943年                                                                    | 民國32年 | 112 | 1  | 16 | 2對汛                              | |
| 1944年                                                                    | 民國33年 | 112 | 1  | 16 | 2對汛                              | |
| 1945年                                                                    | 民國34年 | 112 | 1  | 16 | 2對汛                              | - 昆明縣改名昌縣（1月） |
| 1946年                                                                    | 民國35年 | 112 | 1  | 16 | 2對汛                              | |
| 1947年                                                                    | 民國36年 | 112 | 1  | 16 | 2對汛                              | |
| 1948年                                                                    | 民國37年 | 112 | 1  | 16 | 2對汛                              | - 昌縣改名昆明縣（2月） |
| 1949年                                                                    | 民國38年 | 113 | 1  | 15 | 2對汛                              | - 改龍武設治局為龍武縣（5月，未實行） - 改寧蒗設治局為寧蒗縣（5月，未實行） - 改德欽設治局為德欽縣（5月，未實行） - 析建水、蒙自、舊3縣置同春縣（5月，未實行） - 析建水、石屏、元江3縣置靖南縣（5月，未實行） - 河口、麻栗坡2對汎督辦公署合併置南屏縣（5月，未實行） - 改潞西設治局為潞西縣（8月） |

## 政府體制

### 省會
民國元年（1912年），雲南省省會定於昆明縣，民國24年（1935年）分昆明縣置昆明市，雲南省省會改置於此。民國39年（1950年）以後，雲南省政府由昆明流亡至泰國曼谷。

### 省行政機構
辛亥革命後，滇軍於宣統三年九月九日（1911年10月30日）起義，十一日（西曆11月1日）全城光復，清廷官吏總督以下全部散去。十三日（西曆11月3日），雲南大漢軍政府成立，各軍官兵公推革命軍總司令蔡鍔為軍政府都督，下設軍政、軍務、參謀、參議等院。在此前的九月六日（西曆10月27日），張文光發動騰越起義，建立滇西都督府，後廢。民國2年（1913年），根據北洋政府3個《劃一令》，以民政長為省行政長官，下設民政、財政、教育等司。民國3年（1914年）5月，改民政長為巡按使，下設政務、財政等廳。4年（1915年）12月25日，唐繼堯宣佈雲南獨立，撤銷巡按使署，改稱民政廳，隸屬於都督府，後復舊。5年（1916年）7月6日，改設省長公署設政務、財政等廳。民國16年（1927年）3月9日，成立雲南省政務委員會，按受廣州國民政府領導。此後按受南京國府領導。民國39年（1950年）以後，雲南省政府遷治泰國曼谷，於民國40年（1951年）撤銷。

### 歷任雲南省軍政長官、省政府主席
- 大中华国云南军都督府都督
  - 蔡鍔：1911年11月1日－1916年45月59日
- 唐繼堯：1913年9月28日－1914年6月30日
- 雲南將軍
  - 唐繼堯：1914年6月30日－1916年7月6日（1915年12月29日發動護國戰爭）
- 雲南督軍
  - 唐繼堯：1916年7月6日－1920年6月1日（1920年6月1日宣布脫離北京政府）
- 中華民國軍政府總司令
  - 唐繼堯：1920年6月1日－1921年2月7日（三省聯合總司令，1921年2月7日被顧品珍驅逐）
  - 顧品珍：1921年2月7日－1922年3月25日（滇軍總司令，1922年3月25日戰死）
  - 唐繼堯：1922年4月8日－1927年2月6日（滇黔聯合總司令，1927年2月6日因兵諫而交出權力）
- 雲南省政務委員會主席
  - 胡若愚：1927年3月8日－6月14日（1927年6月14日開始雲南省內戰）
- 雲南省政府主席
  - 龍雲：1928年1月17日－1945年10月2日
    - 胡瑛：1929年（代理）
    - 李宗黃：1945年10月2日－12月1日（代理）

  - 盧漢：1945年12月1日－1949年12月9日（1949年12月9日投共）
    - 楊文清：1949年12月－1950年9月（代理）

  - 李彌：1950年9月－1954年（廢止）

## 外部連結
- 雲南省 - 行政區劃網 （页面存档备份，存于）
- 王豐的民國傳記博客
- 洪定國的地理資料庫 - 大地耕者 - 網易博客